# A Ferencvárosi TC 2014–2015-ös szezonja
Ez a szócikk a Ferencvárosi TC 2014–2015-ös szezonjáról szól, amely sorozatban a hatodik, összességében pedig a 111. idénye a csapatnak a magyar első osztályban. A szezon 2014 júliusában kezdődött, és 2015 májusában ért véget. A klub fennállásának ekkor volt a 116. évfordulója.
A tavalyi remek szezonzárás után – tizenegy mérkőzésen nem kaptak ki, ebből kilencet meg is nyertek – a csapatból rengeteg meghatározó játékos távozott, így Thomas Doll vezetőedzőnek újra fel kellett építenie a csapatot.
A Fradi stadionját, az Albert Stadiont felújították, melynek új neve Groupama Aréna lett. A stadionavató mérkőzést az angol Chelsea ellen játszották, ahol az angol együttes 2-1-re nyert (a Fradi gólját Gera Zoltán szerezte). A stadionavató miatt a 3. fordulóra kitűzött Dunaújváros elleni mérkőzést elhalasztották. A mérkőzést augusztus 27-én pótolták, ahol a zöld-fehér együttes 2-0 arányban nyert.
A csapat megdöntötte tavalyi eredményét, hiszen most nem tizenegy, hanem húsz mérkőzés óta veretlenek. Abból a húsz mérkőzésből tizennégyet meg is nyertek és hat döntetlent értek el. A tavaszi szezon (18. fordulótól) legsikeresebb csapata lett a Ferencváros.
A Ferencváros a Magyar Kupa döntőjében a bajnok Videotont hazai pályán 4–0-ra legyőzve 11 év után újra kupát nyert.
A zöld-fehér együttes a 29. fordulóban elért győzelme után bebiztosította a bajnoki ezüstérmét, ezzel megszerezte történelme 35. magyar bajnoki ezüstérmét.

## Első keret
| No. |     | Poszt | Játékos             |
| --- | --- | ----- | ------------------- |
| 4   | HUN | V     | Hidvégi Sándor      |
| 5   | GER | V     | Philipp Bönig       |
| 8   | CRO | KP    | Tomislav Havojić    |
| 10  | HUN | KP    | Gera Zoltán         |
| 11  | GER | CS    | Benjamin Lauth      |
| 13  | HUN | CS    | Böde Dániel         |
| 14  | HUN | KP    | Nagy Dominik        |
| 17  | CRO | KP    | Stjepan Kukuruzović |
| 19  | HUN | KP    | Gyömbér Gábor       |
| 22  | HUN | KP    | Busai Attila        |
| 23  | HUN | KP    | Nagy Dániel         |
| 25  | HUN | KP    | Buzsáky Ákos        |
| 27  | POL | V     | Michał Nalepa       |

| No. |     | Poszt | Játékos         |
| --- | --- | ----- | --------------- |
| 30  | SER | KP    | Vladan Čukić    |
| 33  | HUN | KP    | Holman Dávid    |
| 35  | HUN | V     | Predrag Bošnjak |
| 39  | CRO | V     | Mateo Pavlović  |
| 44  | ESP | V     | David Mateos    |
| 55  | HUN | K     | Jova Levente    |
| 66  | AUT | V     | Emir Dilaver    |
| 70  | HUN | CS    | Ugrai Roland    |
| 88  | BRA | CS    | Somália         |
| 90  | HUN | K     | Dibusz Dénes    |

## Átigazolások

### Érkezők
| #  |     | Poszt | Név                                 |
| -- | --- | ----- | ----------------------------------- |
| 7  | HUN | KP    | Batik Bence (MTK)                   |
| 8  | CRO | KP    | Tomislav Havojić ( Istra)           |
| 11 | GER | CS    | Benjamin Lauth ( 1860 München)      |
| 17 | CRO | KP    | Stjepan Kukuruzović ( Zürich)       |
| 20 | HUN | KP    | Gera Zoltán ( West Bromwich Albion) |
| 23 | HUN | KP    | Nagy Dániel ( Osnabrück)            |
| 27 | POL | V     | Michał Nalepa ( Wisla Krakow)       |
| 35 | HUN | V     | Predrag Bošnjak (Haladás)           |
| 66 | AUT | V     | Emir Dilaver ( Austria Wien)        |
| 85 | HUN | K     | Tarczy Pál (Soroksár)               |
| 89 | HUN | KP    | Orosz Márk (Pápa)                   |